# Hygropoda bottrelli
Espèce
Synonymes
- Thalassius bottrelli Barrion & Litsinger, 1995

Hygropoda bottrelli est une espèce d'araignées aranéomorphes de la famille des Pisauridae.

## Distribution
Cette espèce est endémique de Luçon aux Philippines,.

## Description
La femelle holotype mesure 12,95 mm.

## Étymologie
Cette espèce est nommée en l'honneur de Dale G. Bottrell.

## Publication originale
- Barrion & Litsinger, 1995 : Riceland Spiders of South and Southeast Asia. CAB International, Wallingford, p. 1-700.